# Тевзадзе, Гурам Давидович
Гурам Тевзадзе (груз. გურამ თევზაძე; 1932—2018) — советский и грузинский философ

, доктор философских наук, профессор, член-корреспондент Академии наук Грузинской ССР (1988), академик Академии наук Грузии (1993). Вице-президент НАН Грузии (2002—2018).

## Биография
Родился 30 января 1932 года в Тбилиси, Грузинской ССР.
С 1949 по 1954 год обучался на философском факультете Тбилисского государственного университета. С 1954 по 1958 год обучался в аспирантуре факультета психологии этого университета.
С 1958 по 1971 год на научно-исследовательской работе в  Институте философии имени А. Церетели АН Грузинской ССР — НАН Грузии в должностях: научный сотрудник, с 1959 по 1965 год — старший научный сотрудник, с 1966 по 1971 год —  заведующий кафедрой истории философии.
С 1971 по 2005 год на педагогической работе в Тбилисском государственном университете в должности заведующего кафедрой истории философии философского факультета. С 1993 по 2004 и с 2004 по 2007 год  — академик-секретарь Отделения общественных наук Национальной академии наук Грузии.

### Научно-педагогическая деятельность и вклад в науку
Основная научно-педагогическая деятельность Г. Д. Тевзадзе была связана с вопросами в области общей философии и зарубежной истории философии, в частности немецкой и английской. С 2002 по 2018 год являлся — вице-президентом и членом Учёного совета Национальной академии наук Грузии.
В 1958 году защитил кандидатскую диссертацию по теме: «Проблема свободы и необходимости», в 1963 году защитил докторскую диссертацию на соискание учёной степени доктор философских наук по теме: «Теория познания немецких ноконтентов». В 1971 году ему присвоено учёное звание профессор. В 1988 году был избран член-корреспондентом Академии наук Грузинской ССР, в 1993 году — действительным членом НАН Грузии. Г. Д. Тевзадзе было написано более двести восемнадцать научных работ, в том числе девять  монографий.
Скончался 31 августа 2018 в Тбилиси.

## Основные труды
- Немецкая теория познания nocontents. - Tbilisi, საქ. ССР, Академия наук Грузии. АКАД. Use-s, 1963.
- Античная философия. - Тбилиси, наука, 1995.
- Кант и его "паста" Гёте. - Tbilisi, საქ. Академия наук Грузии. АКАД., 2002.
- История философии 20 века. - Тбилиси, Грузия. Не-ионный ОПЫТ, 2002.  ISBN 99928-911-1-4
- Философия эпохи возрождения. - Тбилиси, некери, 2008.  ISBN 978-9941-404-13-9
- Иоан петрици. - Тбилиси, некери, 2006. ISBN 99940-890-4-8
- Валентин Вайгель: протестантский священник философского богословия. - Тбилиси, некери, 2006.  ISBN 99940-890-5-6
- Илья Чавчавадзе и новое мышление : возможность и реальность найдены. - Тбилиси : Carpe diem, 2010. ISBN 978-9941-02849-6[1]